# Borovickaja (metropolitana di Mosca)
Borovickaja (in russo Боровицкая?) è una stazione della Metropolitana di Mosca, situata sulla Linea Serpuchovsko-Timirjazevskaja. È stata inaugurata nel gennaio 1986; geograficamente, si trova al centro di Mosca, anche se è utilizzata principalmente come nodo di interscambio.

## Interscambi
Da questa stazione è possibile effettuare l'interscambio con la stazione Biblioteka Imeni Lenina sulla Linea Sokol'ničeskaja, e con Arbatskaja sulla Linea Arbatsko-Pokrovskaja. La stazione condivide l'ingresso e l'uscita su via Mochovaja e piazza Borovickaja con la stazione Biblioteka Imeni Lenina. Non esiste trasferimento diretto con la stazione Aleksandrovskij Sad, che fa parte dello stesso nodo di interscambio.